# ألفريدو سانشيز
ألفريدو سانشيز (بالإسبانية: Alfredo Sánchez Benito)‏ (4 ديسمبر 1972 مدريد إسبانيا - ) هو لاعب كرة قدم إسباني يلعب كلاعب وسط.